# Josep Giró i Turà
Josep Giró i Turà (Vic, Osona, 1813 - Vic, Osona 1881) fou doctor en farmàcia i catedràtic d'història natural per espai de trenta-set anys (1845-1881).

## Biografia
Va ser soci corresponents de l'Acadèmia de Ciències i Belles Arts i de l'Acadèmia de Bones Lletres.
Representant a Vic de la comissió provincial de Monuments. Subdelegat de Farmàcia del partit de Vic. Alcalde de la ciutat (1863-1865) i fundador del Círcol Literari. Confrare 990 de l'Acadèmia de l'Angèlic Doctor Sant Tomàs d'Aquino (1824).
Defensà conclusions de filosofia en 1828. Acabat el cicle filosòfic, entrà al Colegio de San Victoriano de Barcelona (1830) per estudiar farmàcia; en el seu full d'ingrés es llegeix: José Giró y Torá. Natural de Vich. Diocesi de la misma. Estatura regular. Color blanco. Pelo castaño claro. Nariz regular. Ojos azules.  Obté el batxillerat en farmàcia l'any 1834, i dos anys després, la llicenciatura. El títol de doctor li serà atorgat en 1844. Amb la intenció de dedicar-se a l'ensenyament, en 1846 obté una regència de segona classe d'història natural a la Universitat de Barcelona que li permetrà de ser conegut com a professors d'aquesta assignatura en qualsevol col·legi estatal o provat. La seva activitat al Seminari com a professors d'història natural coincideix amb la posada en marxa del Colegio Privado de Segunda Enseñanza, on també impartí els mateixos trenta-set anys.
Va ser l'ànima i el creador del Museu d'Història Natural, que tant es trobava a disposició dels alumnes del Seminari i del Col·legi de Segon Ensenyament com dels ciutadans de Vic.
Giró dissecava les aus i la resta d'animals quan morien després de ser estudiats, cuidats i mantinguts en aquelles dependències, així com procurava tota mena de minerals, plantes i animals dessecats per engruixir el museu. Amb vista a tot això el curs 1845-1846 el seminari compra una proción de aves americanas disecadas compradas en Barcelona para la historia natural. El curs següent, un ave Buytre que envió de Gombren el Rndo Puigcabró, una Aguila imperial viva vendida de los Pirineos i una colección en grande de mariscos muy hermosos de la China y Filipinas. El curs 1847-1848, un corderito de monstruo vendido de la Vall de Andorra, un esqueleto humano para la historia natural, un lobezno de seis meses. El curs següent un herbario de unas siete cientas plantas. Durant el curs 1858-1859, el ave del paraíso y dirección y montura del grande javah para el museu.  I el curs 1859-1860: una ave grande resplandeciente llamada Cucuzú. 
Va ocupar la càtedra de matemàtiques de l'ajuntament de Vic de 1847 a 1851, ostentada abans per Jaume Balmes (1837-1841) i Joan Rogés i Moragues (1842-1847). Josep Giró va ser el col·laborador més important que Manuel Milà i Fontanals va tenir a la comarca d'Osona a l'hora de recollir cançons populars per al seu Romancerillo catalán.
Dels seus treballs inèdits destaquen unes Observaciones acerca de la naturaleza física y mineralògica de la Comarca y Partido de Vich,  els treballs sobre física i geologia Aspecto físico y geolóigico de los terrenos de la comarca de Vich',  o bé les Notas geológicas;  de química, el Fosfato básico de cal gelatinoso;  d'ecologia, Coniferas gianteascas y consideracions sobre su distribución i finalment destaquen l'inèdit Museo Universal (Triquina. Lengua semítica. Templos Cristianos) .